# Karol Okrasa

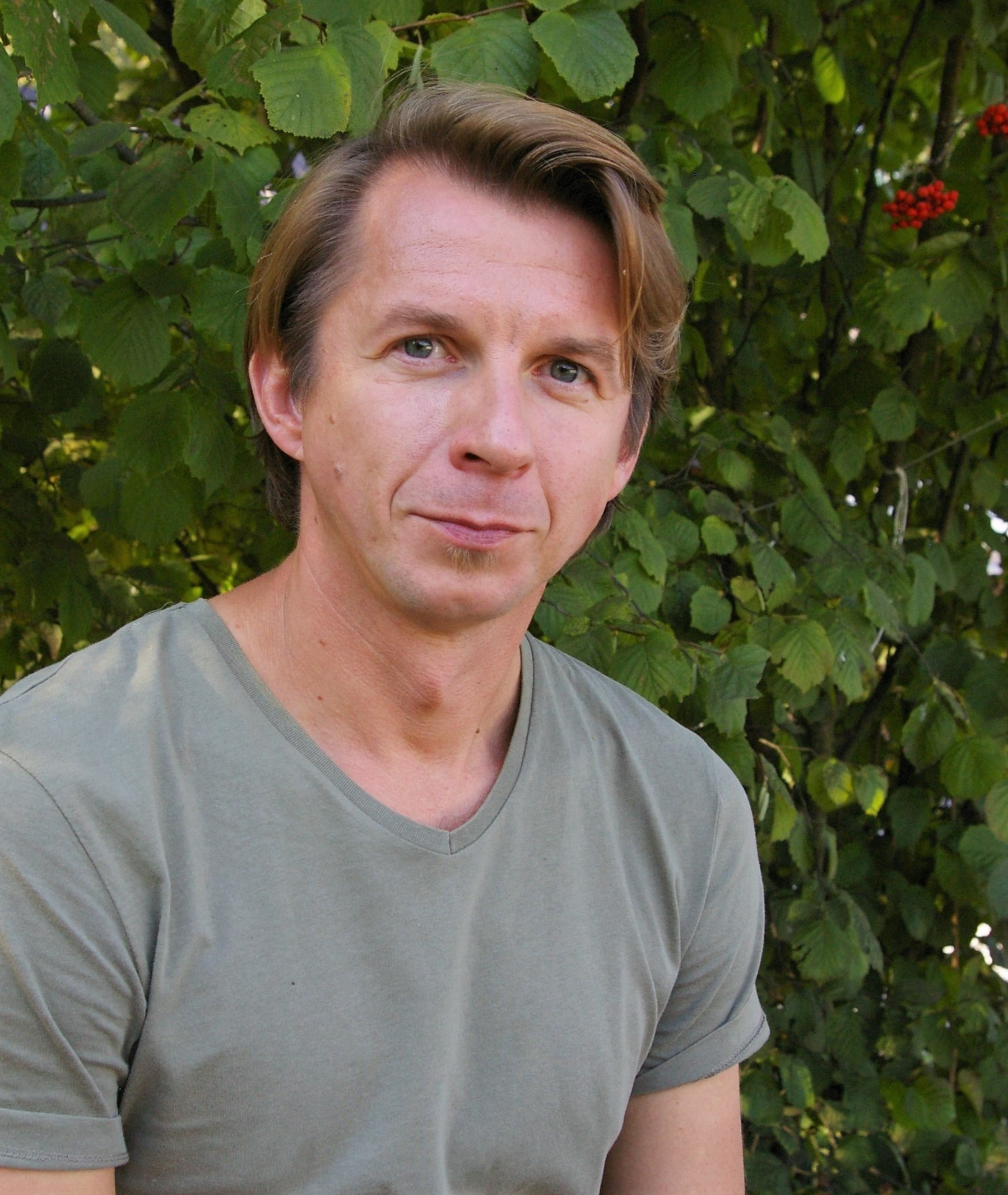
Karol Okrasa, Mikułowice, 23 września 2019

Karol Okrasa (ur. 20 maja 1978 w Białej Podlaskiej) – polski kucharz, autor i prezenter telewizyjnych programów o tematyce kulinarnej.

## Kariera
Ukończył Technikum Gastronomiczno-Hotelarskie im. E. Pijanowskiego w Warszawie. Absolwent Wydziału Nauki o Żywieniu Człowieka i Konsumpcji Szkoły Głównej Gospodarstwa Wiejskiego w Warszawie.
Pracę zawodową rozpoczął w Hotelu Jan III Sobieski (obecnie Radisson Blu Sobieski) w Warszawie. W latach 1997–2008 pracował w Hotelu Bristol, gdzie dwa lata był szefem kuchni.
W 2003 wygrał trzymiesięczny casting, w którym wzięło udział ponad 100 kandydatów i poprowadził w telewizji TVP1 kulinarny program Kuchnia z Okrasą (od grudnia 2003). W 2009 roku program ten został uhonorowany nagrodą im. Mieczysława Orłowicza. Kolejną odsłoną gastronomicznych podróży był program Smaki czasu z Karolem Okrasą (TVP2), w którym zapraszał znane osoby do odkrycia własnych kulinarnych wspomnień i fascynacji. Od października 2012 prowadzi program Okrasa łamie przepisy w TVP1.
Od sierpnia 2012 do sierpnia 2015 uczestniczył w projekcie Lidla z Pascalem Brodnickim – Pascal kontra Okrasa. Od września 2015 do lutego 2017 wraz z Dorotą Wellman reklamował tę sieć sklepów w serii Dorota, Karol i Goście. Od lutego 2017 do kwietnia 2018 uczestniczył wraz z Darią Ładochą w reklamach Lidla pod tytułem Tradycyjnie czy nowocześnie? (od kwietnia 2018 kampania jest prowadzona tylko w internecie na stronie Kuchni Lidla).
Jeden z założycieli Fundacji Klubu Szefów Kuchni (2008), której celem jest propagowanie kultury stołu w Polsce oraz poza jej granicami. Szef kuchni w restauracji „Platter” by Karol Okrasa.

## Życie prywatne
Żonaty z Moniką Okrasą. Ma córkę o imieniu Lena urodzoną w 2008.

## Film i telewizja
- TV: Kuchnia z Okrasą i Okrasa łamie przepisy – program kulinarny TVP1
- TV: Smaki czasu z Karolem Okrasą – program kulinarny TVP2
- TV: Pascal kontra Okrasa – reklamował sieć sklepów Lidl
- dubbing: film Ratatuj – jako klient
- TV: Dorota, Karol i Goście – razem z Dorotą Wellman prowadził program w TVP1, a następnie w TVN i Kuchni Lidla dla sieci sklepów Lidl
- Tradycyjnie czy nowocześnie? – reklama sieci Lidl z Darią Ładochą

## Publikacje
Jest autorem książki Gotuj z Okrasą (ISBN 83-7477-119-4, Wydawnictwo Edipress Polska, maj 2006), zawierającej 105 autorskich przepisów kulinarnych.
Kilka lat później ukazały się książki „Pascal kontra Okrasa” (w listopadzie 2013), „Ryby są super” (jesienią 2015, z Dorotą Wellman), „Kuchnia polska według Karola Okrasy” (jesienią 2016), „Jeść zdrowiej” (wiosna 2018, z Hanną Stolińską-Fiedorowicz i Darią Ładochą) i „Jeść zdrowiej. Warzywa i owoce” (jesień 2018, z Darią Ładochą, Pawłem Małeckim i Kingą Paruzel) – wszystkie dla Lidla.
W 2021 roku nakładem wydawnictwa RTCK ukazała się książka Biblia od kuchni, którą napisał we współpracy z o. Adamem Szustakiem. Od 14 listopada do 12 grudnia 2021 publikowana była w serwisie YouTube na kanale Langusta na palmie powiązana z książką seria kulinarna.

## Nagrody i odznaczenia
- 2010: Odznaczony Odznaką Honorową Bene Merito[16][17].
- 2008: Wyróżnienie Chef Challenge sieci Le Méridien.
- 2008: Nagroda Chef de L’Avenir dla najbardziej uzdolnionych młodych szefów kuchni.
- 2007: Otrzymał nagrodę Hermes 2007 w kategorii Osobowość Gastronomii[1].
- 2005: Laureat nagrody Oskar Kulinarny w kategorii Osobowość Kulinarna[1].
- 2015: Honorowy Obywatel Gminy Rybno[18]